# Stegastes pelicieri
Stegastes pelicieri, thường được gọi là cá thia Mauritius, là một loài cá biển thuộc chi Stegastes trong họ Cá thia. Loài này được mô tả lần đầu tiên vào năm 1985.

## Phân bố và môi trường sống
S. pelicieri được phân bố ở phía tây Ấn Độ Dương, là loài đặc hữu của Mauritius và Reunion. S. pelicieri thường sống xung quanh những rạn san hô hoặc trong những khe, hốc đá ngầm ở độ sâu khoảng 2 – 20 m.

## Mô tả
S. pelicieri trưởng thành dài khoảng 14 cm. S. pelicieri trưởng thành có thân màu nâu sẫm hoặc gần như đen, rải rác những chấm xanh lam sáng ở thân trên và vây lưng. Lớp vảy lớn, có viền đen. Vây lưng, vây hậu môn và hai thùy đuôi có viền vàng. Vây ngực có các vây tia màu nâu, gốc vây có đốm màu xanh sáng. Môi có màu xám sẫm.
Số ngạnh ở vây lưng: 14; Số vây tia mềm ở vây lưng: 14 - 16; Số ngạnh ở vây hậu môn: 2; Số vây tia mềm ở vây hậu môn: 14 - 15.
Thức ăn của S. pelicieri là rong tảo và các loại động vật không xương sống (giun, giáp xác, ốc biển). S. pelicieri sinh sản theo cặp, trứng được đặt trong các hốc đá và được bảo vệ bởi cá đực. S. pelicieri thường sống đơn lẻ.

## Hình ảnh

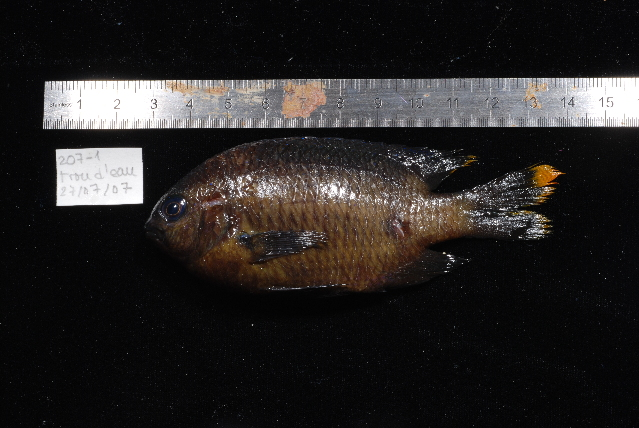